# فریبرز عرب‌نیا
فریبرز عرب‌نیا (زادهٔ ۲۵ فروردین ۱۳۴۳) بازیگر، نویسنده و کارگردان ایرانی است. او در آثار کارگردانان نامداری چون بهرام بیضایی، مسعود کیمیایی، داوود میرباقری، فرزاد مؤتمن، سیروس الوند، محمد علی سجادی، و بهروز افخمی بازی کرده است.

## زندگی
فریبرز عرب‌نیا، در سال ۱۳۴۳ در تهران متولد شد و در سال ۱۳۶۰ موفق به اخذ مدرک دیپلم ریاضی و فیزیک شد. او پس از طی کردن دوره خدمت سربازی در سال ۱۳۶۴ به ترکیه رفت و در دانشگاه خاورمیانه آنکارا مشغول به تحصیل رشته مدیریت شد، اما آن را نیمه تمام رها کرد و به ایران بازگشت تا در رشته مورد علاقه‌اش مشغول شود. او پس از گذراندن تحصیلات دانشگاهی و دوره‌های تخصصی تئاتر و سینما به شکل حرفه‌ای وارد کار شد. او تئاتر را در کانون تئاتر تجربی زیر نظر حمید سمندریان و سینما را در دوره‌ای دو ساله در مجتمع آموزشی سینما سپری کرد. او همچنین در رشتهٔ ارتباط تصویری (گرافیک) موفق به اخذ مدرک کارشناسی از دانشگاه هنر شد. او علاوه بر بازیگری، سال‌ها در زمینه طراحی گرافیک نیز فعال بود. فریبرز عرب‌نیا در سال ۱۳۷۰ با آتنه فقیه نصیری ازدواج کرد که در نهایت به طلاق منجر شد. عرب‌نیا برای بار دوم در سال ۱۳۷۹ با عسل بدیعی ازدواج کرد که این زندگی بعد از ۴ سال در سال ۱۳۸۳ به جدایی کشیده شد. فرزندش جان‌یار حاصل ازدواج دوم او است.

## رویدادها
نام فریبرز عرب‌نیا پس از بازی وی در مجموعه مختارنامه با ۱۸۸۰۰۰ بازدید در رتبه ۳۶ در بین ۱۰۰ صفحه فارسی پربازدید ویکی‌پدیا در سال ۲۰۱۳ به چشم می‌خورد.
فریبرز عرب‌نیا پس از فوت همسر سابقش، عسل بدیعی، به همراه پسرش جانیار به آمریکا مهاجرت کرد.
وی همچنین در سال ۲۰۲۴ در قسمت اول فصل دوم سریال پیرمرد (The Old Man) در نقش مردی افغان ظاهر شد.

## جنجال‌ها
انتقادها و گفتار وی در سه برنامهٔ تلویزیونی هفت که در تاریخ‌های ۳۰ اردیبهشت و ۶ خرداد و ۱۳ خرداد ۱۳۹۰ به صورت زنده پخش شد جنجال‌هایی به‌دنبال داشت. همچنین در سال ۱۳۹۱، به دلیل اختلاف با ابراهیم حاتمی کیا به دلیل اجرا نشد مفاد قرارداد همکاری، از سوی علی میرقائمی، مدیر تولید و همکار حاتمی‌کیا، در تماس تلفنی با برنامه هفت، ادعا شد که عرب‌نیا در سکانس پایانی فیلم چ حاضر نشده و کارگردان مجبور به استفاده از بدل به جای وی گردیده. عرب‌نیا در تماس تلفنی در همان برنامه و در پاسخ به ادعای میرقائمی، این ادعا را دروغ محض نامید و علی میرقائمی را به گفت‌وگو زنده در برنامه هفت یا هر تریبون آزاد دیگری فرا خواند تا حقیقت برای همگان روشن شود. این دعوت از سوی میرقائمی بی‌پاسخ ماند. جنجال‌های حامد بهداد پس از حضور عرب‌نیا در برنامهٔ تلویزیونی هفت به اوج خود رسید و باعث توهین‌ها و ناسزاهای بسیار او بر علیه عرب‌نیا شد.

### تلنگر به رهبر جمهوری اسلامی
در ادامه حمایت چهره‌ها از خیزش ۱۴۰۱ ایران، فریبرز عرب‌نیا در صفحه شخصی اینستاگرامش با انتشار عکسی از صدام حسین دیکتاتور سابق عراق در حال شست‌وشوی لباس‌هایش در زندان پس از سرنگونی نوشت: «من آنچه شرط بلاغ است با تو می‌گویم، تو خواه از سخنم پند گیر و خواه ملال».

### دعوت رضا پهلوی به مناظره
او در ۳۰ بهمن ۱۴۰۱ با انتشار ویدئویی در صفحه شخصی اینستاگرامش، رضا پهلوی را به مناظره دعوت کرد که این درخواست بی‌پاسخ ماند.

### انتقاد از جمهوری اسلامی
فریبرز عرب‌نیا در روز جمعه ۱۷ شهریور ۱۴۰۲ در اولین مصاحبه خود پس از خروج از ایران به بخش فارسی صدای آمریکا گفت: «در ایران تحت حاکمیت جمهوری اسلامی، دایره دروغ، فساد، و کشتار اندیشه‌ها روزبه‌روز شکل نهادینه‌تر و خشن‌تری پیدا می‌کند.» و گفت مهاجرتش از ایران فقط به دلیل فشارهای حاکمیت نبوده و نگرانی‌ها دربارهٔ آینده پسرش در ایران تحت حاکمیت جمهوری اسلامی نقشی اساسی در اتخاذ این تصمیم داشت.

وی دربارهٔ مشکلات هنرمندان در ایران گفت رژیم جمهوری اسلامی همانند تمامی حکومت‌های «تمامیت‌خواه و ایدئولوژیک» از بدو تأسیس سعی کرد نگاه، منش، و رفتار خود را «با فشار» بر اکثریت جامعه ایران از جمله هنرمندان تحمیل کند و افزود: «چون ذات هنر با استقلال فکری و نگاه بدون وابستگی به هیچ جریان سیاسی می‌تواند هویت پیدا کند… همیشه این درگیری بین هنرمندان و جمهوری اسلامی وجود داشته است.»

### تمجید از فرح پهلوی
فریبرز عرب نیا با انتشار ویدئویی در صفحه شخصی خود، فرح پهلوی، همسر محمدرضا پهلوی را در کنار چهره‌هایی مانند امیرکبیر و مصدق بزرگ‌ترین خدمت‌گزاران تاریخ معاصر ایران معرفی کرد و گفت: «به گمان من فرح دیبا در کنار امیرکبیر و مصدق، اینها بزرگ‌ترین خدمت‌ها را در تاریخ معاصر به کشور ایران انجام دادند.»

## کارگردانی
بنا به نقل روزنامه همشهری، فریبرز عرب‌نیا قرار بود پیش تولید فیلم سینمایی اش آمبولانس را به تهیه‌کنندگی محمود فلاح و مشاور کارگردانی داوود میرباقری در سال ۹۰ آغاز کند اما وی نخستین کارگردانی خود را در قالب یک سریال هفت قسمتی به نام «رنگ شک» کلید زد. این مینی سریال مهر ۹۲ وارد مرحله فیلم‌برداری شد و پس از پخش، به یکی از پربیننده‌ترین و پرتکرارترین مجموعه‌های پلیسی سیمای جمهوری اسلامی بدل شد. هم‌چنین، یک فیلم نود دقیقه‌ای از دل این مجموعه بیرون آورده شد که از جشنوارهٔ تولیدات تلویزیونی، نامزدی در بخش بهترین کارگردانی را برای عرب‌نیا به ارمغان آورد.

## فیلم‌شناسی

### سینما
| سال  | نام فیلم                  | کارگردان            |
| ---- | ------------------------- | ------------------- |
| ۱۳۹۴ | آخرین بار کی سحر را دیدی؟ | فرزاد مؤتمن         |
| ۱۳۹۴ | گاهی                      | محمدرضا رحمانی      |
| ۱۳۹۲ | چ                         | ابراهیم حاتمی‌کیا    |
| ۱۳۸۹ | پرتقال خونی               | سیروس الوند         |
| ۱۳۸۹ | پنهان                     | مهدی رحمانی         |
| ۱۳۸۹ | خاک و آتش                 | مهدی صباغ‌زاده       |
| ۱۳۸۸ | شکلات داغ                 | حامد کلاهداری       |
| ۱۳۸۷ | صندلی خالی                | سامان استرکی        |
| ۱۳۸۷ | طاووس‌های بی‌پر             | جواد مزدآبادی       |
| ۱۳۸۲ | باج‌خور                    | فرزاد مؤتمن         |
| ۱۳۸۲ | برگ برنده                 | سیروس الوند         |
| ۱۳۸۲ | پروانه‌ای در باد           | عباس رافعی          |
| ۱۳۸۱ | دختری در قفس              | قدرت‌الله صلح‌میرزایی |
| ۱۳۸۱ | ستاره‌های سربی             | مهدی ودادی          |
| ۱۳۸۱ | عطش                       | محمدحسین فرح‌بخش     |
| ۱۳۷۹ | از صمیم قلب               | بهرام کاظمی         |
| ۱۳۷۹ | رنگ شب                    | محمدعلی سجادی       |
| ۱۳۷۹ | شیفته                     | محمدعلی سجادی       |
| ۱۳۷۹ | هزاران زن مثل من          | رضا کریمی           |
| ۱۳۷۹ | هفت‌پرده                   | فرزاد مؤتمن         |
| ۱۳۷۸ | بادام‌های تلخ              | کاظم معصومی         |
| ۱۳۷۸ | دلباخته                   | خسرو معصومی         |
| ۱۳۷۸ | سحرگاه پیروزی             | حسین بلنده          |
| ۱۳۷۷ | شوکران                    | بهروز افخمی         |
| ۱۳۷۷ | طوطیا                     | ایرج قادری          |
| ۱۳۷۶ | جهان پهلوان تختی          | بهروز افخمی         |
| ۱۳۷۶ | شاهرگ                     | علی غفاری           |
| ۱۳۷۵ | بالاتر از خطر             | سعید عالم‌زاده       |
| ۱۳۷۵ | سلطان                     | مسعود کیمیایی       |
| ۱۳۷۴ | ضیافت                     | مسعود کیمیایی       |
| ۱۳۷۴ | فرار مرگبار               | تورج منصوری         |
| ۱۳۷۳ | بوی خوش زندگی             | ابوالحسن داوودی     |
| ۱۳۷۳ | سال‌های بی‌قراری            | مسعود نوایی         |
| ۱۳۷۳ | کاکادو                    | تهمینه میلانی       |
| ۱۳۷۳ | مرد پنجم                  | سیدمحسن شهابی       |
| ۱۳۷۲ | من زمین را دوست دارم      | ابوالحسن داوودی     |
| ۱۳۷۱ | خسوف                      | رسول ملاقلی‌پور      |
| ۱۳۷۰ | مسافران                   | بهرام بیضایی        |
| ۱۳۷۰ | وصل نیکان                 | ابراهیم حاتمی‌کیا    |
| ۱۳۶۹ | آهوی وحشی                 | حمید خیرالدین       |

### مجموعه‌های تلویزیونی
| سال  | نام مجموعه | کارگردان      |
| ---- | ---------- | ------------- |
| ۱۳۹۳ | رنگ شک     | فریبرز عرب‌نیا |
| ۱۳۹۰ | مختارنامه  | داود میرباقری |
| ۱۳۷۹ | وکیل       | سیروس مقدم    |
| ۱۳۷۱ | مزد ترس    | حمید تمجیدی   |
| ۱۳۷۱ | چشمه زندگی | حمید خیرالدین |

### فیلم‌های تلویزیونی
| سال  | نام فیلم      | کارگردان      |
| ---- | ------------- | ------------- |
| ۱۳۸۷ | عملیات مانگرو | مهدی صباغ‌زاده |

## جایزه‌ها و انتخاب‌ها

### جشن بزرگ سینمای ایران
| سال  | فیلم            | رده                       | جایزه      | نتیجه |
| ---- | --------------- | ------------------------- | ---------- | ----- |
| ۱۳۷۹ | شیفته           | بهترین بازیگر نقش اول مرد | تندیس زرین | نامزد |
| ۱۳۷۷ | جهان‌پهلوان تختی | بهترین بازیگر نقش اول مرد | تندیس زرین | نامزد |

### جشنواره بین‌المللی فیلم مقاومت
| سال  | فیلم      | رده               | نتیجه |
| ---- | --------- | ----------------- | ----- |
| ۱۳۹۱ | خاک و آتش | بهترین بازیگر مرد | نامزد |

### رتبه‌ها
| بازیگر برتر سال به انتخاب نویسندگان و منتقدان سینمایی ایران در سال ۱۳۷۹ برای بازی در فیلم شوکران     |
| بازیگر برتر سال به انتخاب نویسندگان و منتقدان سینمایی ایران در سال ۱۳۷۶ برای بازی در فیلم سلطان      |
| بازیگر برتر سال به انتخاب جشن حافظ ماهنامه‌ی دنیای تصویر جشن حافظ در سال ۱۳۷۶ برای بازی در فیلم سلطان |